# Persifor Frazer Smith
Pour les articles homonymes, voir Smith.
Persifor Frazer Smith (16 novembre 1798 – 17 mai 1858) est un officier de la United States Army qui servit brièvement de gouverneur militaire de Californie en 1849.

## Biographie
Persifor Frazer Smith est né le 16 novembre 1798 à Philadelphie. Il étudie le droit puis se rend à La Nouvelle-Orléans où il est élu commandant d'une compagnie puis d'un bataillon de miliciens de la Louisiane, avant d'en devenir adjudant-général. Il participe à la seconde guerre séminole puis à la guerre américano-mexicaine. Breveté major général le 20 août 1847 pour son rôle lors des batailles de Contreras et de Churubusco, il sert dans la commission d'armistice qui met fin aux hostilités puis est nommé gouverneur militaire de Mexico.
Après la guerre, il devient le premier commandant de la division militaire du Pacifique puis est transféré au département de l'Ouest en 1856 où il est promu au grade de brigadier général. Il est ensuite affecté au département de l'Utah en avril 1858 afin de mettre un terme à la révolte des Mormons mais il meurt à Fort Leavenworth le 17 mai 1858.